# جورج ليمان
جورج ليمان (بالإنجليزية: George Lehmann)‏ مواليد 1 مايو 1942 في نيوجيرسي، هو لاعب كرة سلة أمريكي سابق. بدأ مسيرته الاحترافية في سنة 1967. بلغ طوله 6 قدم 3 بوصة (1.9 م). اعتزل اللعب في 1974.

## المسيرة الاحترافية
لعب مع أتلانتا هوكس في موسم 1967–1968، ثم لعب مع بروكلين نتس في موسم 1969–1970، ثم لعب مع كارولاينا كوغارز من سنة 1970 إلى 1972.

## روابط خارجية
- جورج ليمان على موقع إن بي أي (الإنجليزية)
- جورج ليمان على موقع سبورتس رفرنس (الإنجليزية)
- جورج ليمان على موقع ريلجم (الإنجليزية)
- جورج ليمان على موقع بروبوليرز (الإنجليزية)
- جورج ليمان على موقع سبورتس رفرنس (الإنجليزية)